# Leonia crassa
Leonia crassa L.B.Sm. & A.Fernández – gatunek roślin z rodziny fiołkowatych (Violaceae). Występuje naturalnie w Kolumbii, Wenezueli, Ekwadorze, Peru, Boliwii oraz Brazylii (w stanach Acre, Amazonas, Roraima, Rondônia i Mato Grosso). 

## Morfologia
PokrójZimozielony krzew dorastający do 3 m wysokości.
LiścieBlaszka liściowa ma podługowato-lancetowaty kształt, jest całobrzega, niemal siedząca, ma zbiegającą po ogonku nasadę i spiczasty wierzchołek.
KwiatyZebrane w gronach o długości 32 cm, wyrastających bezpośrednio z pni i gałęzi (kaulifloria).
OwoceOrzeszek o kulistym kształcie i żółtobiaławej barwie.

## Biologia i ekologia
Rośnie w lasach. 